# Архитектура Минусинска

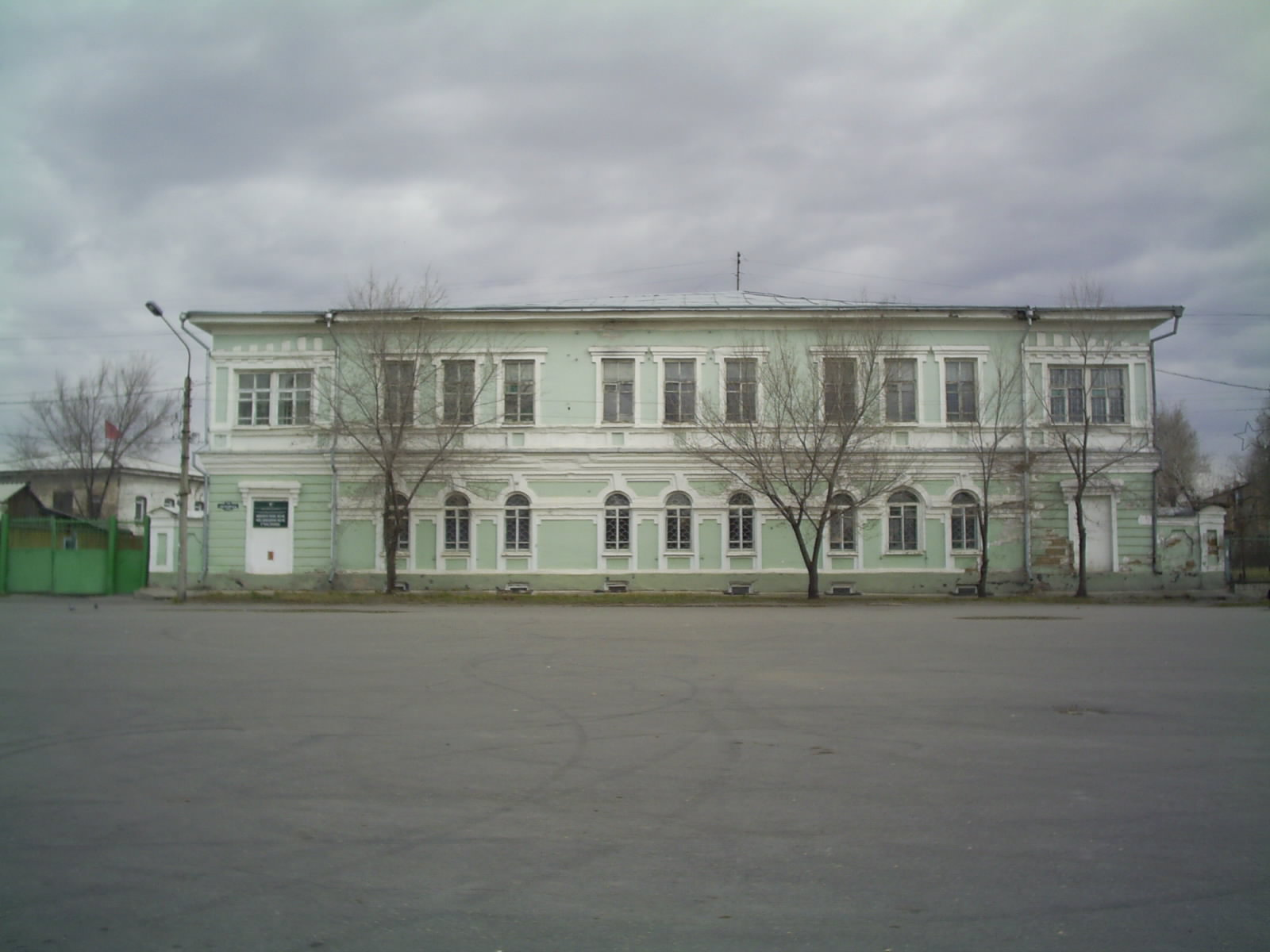
Бывший дом купчихи Беловой, ныне — медицинское училище

## Архитектура и достопримечательности Минусинска
В 1844 году был утвержден первый план застройки города.
Архитектурную доминанту задали возвышающиеся над городом ярусная колокольня и купол церкви Спаса Преображения (1803—1813, 1904), построенные не так далеко от набережной протоки Енисея. За церковью находилась главная площадь города — Гостинодворская, застроенная по периметру 2-этажными зданиями. Здесь находился Гостиный двор, ряды лавок с балаганами, кладовые казначейства, присутственные места, несколько жилых домов и, главный среди них, — дом купчихи Беловой (1854, первое каменное здание в городе).
Его протяженный фасад был обращён на площадь. Декорирован в формах поздней провинциальной классики. В местных масштабах дом Беловой казался чуть ли не дворцом, что по мысли его владелицы, чрезвычайно утверждало её авторитет среди местного купечества, особенно в дни, когда под его окнами шумел многолюдный базар.
Роскошный дом задал название и улице Беловской, выходящей с Гостинодворской площади и проложенной (приблизительно) параллельно протоке Енисея (В 1900-х — 1910-х годах — переименована в Михайловскую. Ныне улица им. Ленина).
В начале 1860-х годов прежде шумная Гостинодворская площадь опустела и затихла: базар и вообще торговая и деловая жизнь города переместились за два квартала на новую Базарную площадь (ныне там расположен Сквер Щетинкина), распланированную ещё по первому варианту застройки.
На старой же площади стал формироваться местный культурный центр. На одном из её углов было выстроено одноэтажное здание начального училища, в доме же Беловой разместили городское училище (ныне — улица Ленина, 75. В здании с 1950-х по начало 1980-х годов находилась общеобразовательная школа, с середины 1980-х — располагается медицинское училище). Рядом с ним были возведены два особняка в позднеклассических (или эклектических) формах, завершивших образование единого стилистического архитектурного ансамбля.
В 1890-е годы на углу площади и Беловской было построено новое здание музея. Проект был разработан иркутским архитектором Рассушиным при содействии политического ссыльного, сотрудника музея А. О. Лукошевича. Строительство нового здания музея началось в мае 1887 года. В 1890 году строительство здания музея было завершено.
С этой стороны площадь окаймляла улица, идущая под перпендикуляром к протоке Енисея, и получившая в 1904 году имя Мартьянова. Параллельно ей, с другой стороны площади, мимо Спасской церкви к деревянному мосту через протоку (прозванному в народе — «Красным») вела Большая улица (ныне — Комсомольская). К югу от церкви (ближе к протоке) располагалось здание бывшей богадельни (начало XIX века) — в советские годы здесь располагалась редакция районной газеты "Искра Ильича"/«Власть труда».
На самой площади в 1900-е годы был разбит сквер получивший название Пушкинского.
Западнее Большой улицы вела к протоке Енисея ей параллельная Итальянская улица (ныне — Обороны). Она выводила на набережную, с бульваром насаженных деревьев, который заканчивался у пароходной пристани.
В старой части города сохранились многочисленные полукаменные дома. Примером может служить жилой дом казённых складов винной монополии (ул. Корнева, 16). Здание построено в 1905 году по проекту, выполненному инженером-технологом Н. Смирновым в 1902 — 1904 годах. Здание использовалось как жилой дом и принадлежало казённому винному складу.
С 1960-х годов ведётся индустриальное жилищное строительство.

### Здание Минусинского драматического театра
Здание театра Минусинского добровольного пожарного общества было построено в 1906 -1910 годах по инициативе известного ученого-этнографа Феликса Яковлевича Кона (1864-1941гг.) по проекту архитектора А. Ф. Персикова.  В 1960-х гг. у северного и восточного фасадов была возведена двухэтажная пристройка. Заложена часть оконных проемов, утрачены элементы первоначального убранства интерьеров. Разобран объём деревянной пожарной каланчи.

## Минусинский некрополь
На архивной карте Минусинска 1853 года обозначены три городских кладбища: «Бывшее» (на месте нынешнего рынка и бывшей Вознесенской церкви), «Готовящееся к закрытию» и «Проектируемое» (два последних образуют ныне Старое кладбище или Минусинский некрополь). Сретенская церковь была построена в 1866 году на территории «Проектируемого» кладбища. 175 исторических захоронений идентифицированы благодаря деятельности минусинских и красноярских краеведов (издан специализированный путеводитель-справочник «Минусинский некрополь. Книга первая», 2009).

## Уничтоженные памятники архитектуры

### Свято-Троицкая церковь (Храм во имя Святой Живоначальной Троицы)
В 1842 году в Минусинске начался сбор денег на постройку второй церкви на Троицкой площади. Значительный вклад в постройку храма внес купец Г. Чернышёв.
Одним из основных подрядчиков строительства был И. Г. Гусев, купец 1-й гильдии, впоследствии городской голова и потомственный почетный гражданин, вложивший 80 % всех денежных средств.
Автором проекта храма стал архитектор А. А. Ашемур. Строительство началось в 1877 году, а освящён храм был только 30 августа 1885 года Преосвященнейшим Исаакием, епископом Енисейским и Красноярским.
В 1930-е годы храм был закрыт. В 1939 году сняли колокола и разобрали колокольню. Затем храм был взорван. Ныне на месте, где стояла Свято-Троицкая церковь, находится средняя школа № 5: на пересечении улиц Мира (бывшая Сталина) и Комсомольской (бывшая Большая).

### Вознесенская церковь (Храм во имя Вознесения Господня)
Храм был построен в 1908 — 1911 годах на Пятницкой площади на пожертвования минусинцев. Значительный вклад в строительство внесла купеческая семья Никифор Михайлович Зайцев и Мария Павловна Зайцевы.
25 сентября 1911 года храм был освящен во имя Вознесения Господня Преосвященнейшим Евфимием, епископом Енисейским и Красноярским.
На колокольне имелось 6 колоколов, самый большой из них весил 72 пуда (1152 кг). К 1914 году в церкви насчитывалось более 110 икон. Самая большая икона Спасителя была пожертвована М. П. Зайцевой.
Приход Градо-Минусинской Вознесенской церкви открылся в 1913 году. Он был выделен из приходов Соборного и Троицкого.
С 1929 года храм закрыт, убраны купола и барабаны. В советскую эпоху в здании Вознесенской церкви располагались складские помещения.
В июне-июле 2009 года власти приняли решение возвратить здание Русской Православной церкви. После чего началась реставрация храма.

### Сретенская церковь
Здание Сретенской кладбищенской церкви построено в 1864—1866 годах по проекту помощника енисейского губернского архитектора П. Дорофеевского. Постройка осуществлялась на средства купца О. И. Артемьева и наследников минусинского купца И. Т. Масленникова. Строитель – купец О. И. Артемьев. Освящена 24 апреля 1871 года. В 1871—1873 годах вокруг здания была возведена кирпичная ограда. В 1876 году к церкви пристроена деревянная колокольня. В 1897 году деревянная колокольня была заменена каменной по проекту 1896 года неустановленного архитектора. Эта колокольня была выстроена на средства минусинского купца второй гильдии И. Ф. Занина. Разрушена в 1950—1980-е годы. Остались одни стены. С 1997 началось восстановление храма. В 2000 в нём случился пожар, в результате которого колокольня лишилась шатровой надстройки и купола с крестом.

### Дом купца Г. М. Вильнера

Дом Вильнера

Ныне быстро разрушающийся памятник каменной эклектичной сибирской провинциальной архитектуры начала XX века (так называемое, «сибирское барокко») — 3-хэтажный дом купца Г. М. Вильнера, построенный в 1909 — 1912 годах местным зодчим-самоучкой Хадиятом Иксановичем Исламовым.
На данный момент реставрация здания завершена. В нем находится учебный корпус КГБ ПОУ "Минусинский колледж культуры и искусства".